# Romantikus történet
A Romantikus történet egy 1964-ben bemutatott magyar rajzfilm, amelyet Macskássy Gyula rendezett. A forgatókönyvet Várnai György írta, a zenéjét Bélai István és Pethő Zsolt szerezte. A mozifilm a Pannónia Filmstúdió gyártásában készült.

## Történet
Az álmodozó férfi nem veszi észre a való élet lehetőségeit.

## Alkotók
- Rendezte: Macskássy Gyula
- Írta és tervezte: Várnai György
- Zenéjét szerezte: Bélai István, Pethő Zsolt
- Operatőr: Neményi Mária
- Vágó: Czipauer János
- Háttér: Lengyel Zsolt
- Rajzolták: Jankovics Marcell, Máday Gréte, Pomázi Lajos, Spitzer Henrikné, Szemenyei András
- Gyártásvezetők: Bártfai Miklós, László Andor, Sárospataki Irén

- Kidolgozta a Magyar Filmlaboratórium Vállalat
- Készítette a Pannónia Filmstúdió